# 황금숙
황금숙(黃金淑, 1963년 8월 27일~)은 대한민국의 필드하키 선수이다. 1988년 하계 올림픽에서 여자 하키 은메달을 획득했다.

## 생애
본관은 우주이며, 전라북도 김제 출신이다. 1982년부터 국가대표로 활약했으며, 1988년 서울 올림픽 이후 현역에서 은퇴했다.

## 학력
- 김제여자중학교 졸업
- 김제여자고등학교 졸업
- 한국체육대학교 졸업

## 경력
- 1982년 아시안 게임 여자 하키 국가대표
- 1985년 인터콘티넨털대회 여자 하키 국가대표
- 1986년 아시안 게임 여자 하키 국가대표
- 1988년 하계 올림픽 여자 하키 국가대표

## 수상
- 1982년 아시안 게임 여자 하키 은메달
- 1985년 인터콘티넨털대회 여자 하키 3위
- 1986년 아시안 게임 여자 하키 금메달
- 1988년 하계 올림픽 여자 하키 은메달